# دينيسي سوندرز
دينيسي سوندرز (بالإنجليزية: Dean Saunders)‏ (21 يونيو 1964 سوانزي المملكة المتحدة - ) هو لاعب كرة قدم بريطاني يلعب كمهاجم.

## مسيرته الكروية
لعب دينيسي سوندرز خلال مسيرته الاحترافية مع 12 ناديًا في أربعة وعشرون موسمًا وسجل خلالها 190 هدف ضمن 618 مباراة. حيث فاز في موسمين بالكأس ولم يفز بأي دوري.
خاض دينيسي سوندرز مسيرته مع نادي سوانزي سيتي في موسم 1983–84 ولمدة موسمين، مشاركًا في 49 مباراة سجل خلالها 12 هدفًا. ثم انتقل إلى نادي كارديف سيتي في موسم 1984–85 لمدة موسم واحد، حيث شارك في 4 مباريات ولم يسجل أي هدف. لينتقل بعدها إلى نادي برايتون أند هوف ألبيون في موسم 1985–86 ولمدة موسمين، مشاركًا في 72 مباراة سجل خلالها 21 هدفًا. ثم انتقل إلى نادي أكسفورد يونايتد في موسم 1986–87 واستمر معه طيلة ثلاثة مواسم، مشاركًا في 59 مباراة سجل خلالها 22 هدفًا. هذا وانتقل لاحقًا إلى نادي ديربي كاونتي في موسم 1988–89 واستمر معه طيلة ثلاثة مواسم، مشاركًا في 106 مباراة سجل خلالها 42 هدفًا. ثم انتقل بعدها إلى نادي ليفربول في موسم 1991–92 ولمدة موسمين، مشاركًا في 42 مباراة سجل خلالها 11 هدفًا. ليعود وينتقل من جديد، لكن هذه المرة إلى نادي أستون فيلا في موسم 1992–93 واستمر معه طيلة ثلاثة مواسم، مشاركًا في 112 مباراة سجل خلالها 37 هدفًا. لينتقل بعدها إلى نادي غلطة سراي في موسم 1995–96 لمدة موسم واحد، مشاركًا في 27 مباراة سجل خلالها 15 هدفًا. ثم لعب في نادي نوتينغهام فورست في موسم 1996–97 ولمدة موسمين، مشاركًا في 43 مباراة سجل خلالها 5 أهداف. ليعود ويرتحل عنه إلى نادي شيفيلد يونايتد في موسم 1997–98 ولمدة موسمين، مشاركًا في 43 مباراة سجل خلالها 17 هدفًا. ثم انتقل إلى نادي بنفيكا في موسم 1998–99 لمدة موسم واحد، مشاركًا في 17 مباراة سجل خلالها 5 أهداف. لينتقل بعدها إلى نادي برادفورد سيتي في موسم 1999–00 ولمدة موسمين، مشاركًا في 44 مباراة سجل خلالها 3 أهداف.

## وصلات خارجية
دينيسي سوندرز على موقع الاتحاد الدولي (مؤرشف)  (الإنجليزية)
- دينيسي سوندرز على موقع الاتحاد الأوربي (الإنجليزية)
- دينيسي سوندرز على موقع اتحاد تركيا (لاعب) (الإنجليزية)
- دينيسي سوندرز على موقع قاعدة بيانات كرة القدم.إي يو (الإنجليزية)
- دينيسي سوندرز على موقع ناشيونال فوتبول تيمز (الإنجليزية)
- دينيسي سوندرز على موقع Soccerbase.com (لاعب) (الإنجليزية)
- دينيسي سوندرز على موقع Soccerbase.com (مدرب) (الإنجليزية)
- دينيسي سوندرز على موقع عالم كرة القدم.نت (الإنجليزية)